# Gerardo Peñalver Portal
Gerardo Peñalver Portal (* 13. April 1969 in Havanna) ist ein kubanischer Diplomat.

## Leben
Er studierte von 1987 bis 1992 in Havanna am Institut für Internationale Beziehungen Raúl Roa García internationale politische Beziehungen. Von 1992 bis 1994 diente er in der direktion für auswärtige Angelegenheiten des kubanischen Verteidigungsministeriums. Es folgte dann eine Tätigkeit als Generalassistent im Außenministerium in der für die Gemeinschaft unabhängiger Staaten zuständigen Abteilung. Von 1996 bis 1998 war er dritter Sekretär an der kubanischen Botschaft in Deutschland in Bonn. 1998 bis 2000 war er im Außenministerium für die Europäische Union tätig. Er wurde dann erneut in Deutschland eingesetzt und arbeitete von 2000 bis 2003 als politischer Berater und stellvertretender Missionsleiter in der kubanischen Botschaft in Berlin. Nach einer Tätigkeit für den kubanischen Ministerrat von 2003 bis 2005, neben der er 2004/05 einen Master in internationalen Wirtschaftsbeziehungen am Institut für Internationale Beziehungen Raúl Roa García machte, war er von 2005 bis 2009 kubanischer Botschafter in Deutschland. Er kehrte dann als Generalsekretär ans kubanische Außenministerium zurück. 2013 wurde er Direktor im Außenministerium mit der Zuständigkeit für Europa, Kanada, Afrika, Naher Osten sowie Asien-Ozeanien. 2012 erlangte er ein Diplom in öffentlicher Verwaltung wiederum am Institut Raúl Roa García. Seit dem 17. Januar 2018 versieht er den Posten des kubanischen Botschafters in Russland.
Gerardo Peñalver Portal ist verheiratet und Vater zweier Kinder. Neben Spanisch spricht er Englisch, Deutsch, Russisch und Französisch.